# GIF
GIF (енгл. Graphic Interchange Format) један је од најчешће кориштених графичких формата за размену слика на интернету.
GIF је 1987. године под оригиналним именом 87а представила фирма CompuServe као нову, допуњену верзију формата названог РЛЕ, који се такође користио за преузимање слика, само је био у црно-белој верзији. Године 1989. иста фирма нуди новију, побољшану верзију GIF-а, имена 89а. Та верзија је позната као анимирани GIF - слика сачињена од више фрејмова, који дају осјећај да се ликови на сликама померају.
GIF је 8-битни (један пиксел представљен је једним бајтом) битмап графички формат који користи палету од максимално 256 боја. За модерне Интернет сајтове то је велико ограничење. Конвертовањем изворних битмапа (BMP, JPEG, TIFF, PNG и др.) у GIF, драстично се смањује број нијанси којима се приказује садржај, што доводи до степеничастих прелаза при претапању боја и губитка финијих детаља, а најчешће и прејаким контрастом боја. GIF је стога прикладнији за разне дијаграме и сличне графичке садржаје, него за фотографије.
Ако се ипак користе за фотографије, наведени недостаци се ублажавају поступком Дитеринга, којим се уз употребу у расположиве палете боја применом различитих алгоритама за растерирање, постижу ефекти ближи изворнику .
Сам GIF не заузима много простора, и зато је прикладан за слање путем интернета, јер омогућава да се велике слике смање у мању датотеку, што убрзава преузимање, чак и код доста спорих модема. Такође, тим форматом подржана, прозирна позадина (ефект као да је слика на стаклу), као и анимација. То га уз скромне меморијске потребе чини идеалним за банере, логотипе и кратке покретне секвенце, тј. примене учестале на интернету.
Са друге стране, GIF слика може да буде транспарентна , као и анимирана. Зато је GIF пожељно користити када су вам потребне слике са релативно мало боја без финих нијанси, као што су на пример графикони.
Иначе, анимацију не-GIF слике је могуће урадити и употребом Adobe Flash технологије, која није подржана од стране Ајфон и Ајпед мобилних уређаја. Исто тако, сада је популарна употреба АЈАX и HTML 5 технологије за креирање анимација, које су подржане и од стране свих врста мобилних (Смарт) телефона и уређаја, али важно је разумети да у том случају не правите анимирану слику, већ се на посебан начин или слика комбинује, или се са наведеним технологијама врше разне акције на сликама.